# Bracknell
Bracknell – miasto w południowo-wschodniej Anglii, w hrabstwie ceremonialnym Berkshire, w dystrykcie (unitary authority) Bracknell Forest, położone na zachód od Londynu. W 2011 roku liczyło 52 696 mieszkańców.

## Gospodarka
W mieście rozwinął się przemysł maszynowy, elektrotechniczny, elektroniczny oraz metalowy.

## Ulice
- Picket Post Close – ulica, na której realizowano zdjęcia do filmu Harry Potter.

## Polonia
- Polska Szkoła Sobotnia im. Fryderyka Chopina[3].